# Agostino Garofalo
Agostino Garofalo (Torre Annunziata, 29 settembre 1984) è un ex calciatore italiano, di ruolo difensore o centrocampista, collaboratore tecnico della Nocerina.

## Caratteristiche tecniche
Terzino sinistro preciso sui calci piazzati; può essere impiegato come esterno di centrocampo.

## Carriera
Cresce calcisticamente nelle giovanili della Salernitana. Esordisce in Serie B il 15 dicembre 2002 -  sotto la guida di Zeman - in Salernitana-Triestina (2-2), subentrando al 27' della ripresa al posto di Cammarota. Conclude l'annata con 5 presenze. Nel 2004 viene ceduto in prestito per una stagione alla Nocerina in Serie C2.
Il 19 agosto 2005 passa a titolo definitivo al Grosseto, in Serie C1. Il 26 ottobre 2006 rinnova il suo contratto fino al 30 giugno 2009. Il 13 maggio 2007 il Grosseto ottiene la sua prima storica promozione in Serie B. A questo successo segue quello della Supercoppa di Lega di Serie C1.
Dopo un inizio di stagione che l'aveva portata a posizionarsi nelle zone alte della classifica, la squadra inanella una serie di risultati negativi, e il giocatore viene indicato dal presidente Piero Camilli tra i responsabili delle brutte prestazioni della squadra, rivelando anche come il giocatore avesse già firmato con il Siena per la stagione successiva.
Messo fuori rosa durante la sessione invernale del calciomercato, non viene ceduto, venendo quindi reintegrato in squadra. Il 30 maggio 2009 il Grosseto conquista la qualificazione ai play-off validi per l'accesso in Serie A. Nel corso della partita di ritorno, viene espulso al 20' della ripresa per doppia ammonizione, lasciando la squadra in nove uomini. A fine stagione, come preannunciato, passa a parametro zero al Siena, storico rivale dei maremmani.
Esordisce in Serie A il 4 novembre 2009 in Siena-Livorno (0-0), subentrando al 30' della ripresa al posto di Cristiano Del Grosso. Con i toscani però non trova spazio, e alla fine del girone di andata le presenze saranno solo tre, tutte da subentrato, l'ultima il 17 gennaio nella trasferta persa contro il Milan (4-0).
Il 21 gennaio 2010 passa in prestito con diritto di riscatto della metà del cartellino al Torino. Sceglie la maglia numero 29. Esordisce in campionato il giorno seguente contro l'Empoli, giocando titolare. Il 15 luglio 2010 viene rinnovato il prestito per un'altra stagione.
Il 23 agosto 2011 il Bari ne rileva in prestito il cartellino. Il 22 giugno 2012 passa in prestito allo Spezia. Termina la stagione con 37 presenze, di cui 2 in Coppa Italia.
Il 19 luglio 2013 passa in prestito con diritto di riscatto al Modena. In seguito al fallimento del Siena rimane svincolato.
Il 20 agosto 2014 passa a parametro zero al Novara, sottoscrivendo un contratto biennale. Il 10 maggio 2015 il Novara viene promosso in Serie B con annessa vittoria del campionato. A questa vittoria segue quella della Supercoppa di Lega Pro.
L'8 luglio 2016 viene presentato come nuovo acquisto del Venezia neo-promosso in Lega Pro. Con la squadra lagunare disputerà da titolare un campionato di vertice, vincendo il proprio raggruppamento ed ottenendo la promozione diretta in Serie B. Nella stagione successiva, sempre sotto la guida di Filippo Inzaghi, sarà uno dei protagonisti nel raggiungimento dei play-off per la promozione in Serie A, che gli arancioneroverdi concluderanno in semifinale.
Il 6 ottobre 2019 viene annunciato come nuovo acquisto dalla Turris società militante in Serie D, dopo essersi svincolato dalla società precedente alla fine della stagione 2018-2019,  sposando il progetto di risalita della squadra di Torre del Greco nel calcio professionistico.
Tuttavia nel gennaio 2020 firma per i piemontesi del Gozzano in Serie C, non riuscendo ad evitarne la retrocessione.
Il 26 settembre 2020 viene ufficializzato il suo ritorno alla Nocerina, club che lo lanciò nel professionismo sedici anni prima. a fine stagione rinnova il contratto coi molossi. Nel luglio del 2024, dopo quattro stagioni consecutive coi molossi, lascia il calcio giocato ed entra a far parte dello staff tecnico di mister Raffaele Novelli, trainer del club rossonero.

## Statistiche

### Presenze e reti nei club
| Stagione           | Squadra            | Campionato         | Campionato | Campionato | Coppe nazionali | Coppe nazionali | Coppe nazionali | Coppe continentali | Coppe continentali | Coppe continentali | Altre coppe | Altre coppe | Altre coppe | Totale | Totale |
| Stagione           | Squadra            | Comp               | Pres       | Reti       | Comp            | Pres            | Reti            | Comp               | Pres               | Reti               | Comp        | Pres        | Reti        | Pres   | Reti   |
| ------------------ | ------------------ | ------------------ | ---------- | ---------- | --------------- | --------------- | --------------- | ------------------ | ------------------ | ------------------ | ----------- | ----------- | ----------- | ------ | ------ |
| 2001-2002          | Terzigno           | D                  | 12         | 0          | -               | -               | -               | -                  | -                  | -                  | -           | -           | -           | 12     | 0      |
| 2002-2003          | Salernitana        | B                  | 5          | 0          | CI              | 0               | 0               | -                  | -                  | -                  | -           | -           | -           | 5      | 0      |
| 2003-2004          | Salernitana        | B                  | 0          | 0          | CI              | 0               | 0               |                    | -                  | -                  | -           | -           | -           | 0      | 0      |
| Totale Salernitana | Totale Salernitana | Totale Salernitana | 5          | 0          |                 | 0               | 0               |                    | -                  | -                  |             | -           | -           | 5      | 0      |
| 2004-2005          | Nocerina           | C2                 | 32+2       | 1          | CI-C            | 0               | 0               | -                  | -                  | -                  | -           | -           | -           | 34     | 1      |
| 2005-2006          | Grosseto           | C1                 | 25+4       | 3          | CI+CI-C         | 0+2             | 0               | -                  | -                  | -                  | -           | -           | -           | 31     | 3      |
| 2006-2007          | Grosseto           | C1                 | 24         | 0          | CI+CI-C         | 1+0             | 0               |                    | -                  | -                  | SL-C1       | 2           | 0           | 27     | 0      |
| 2007-2008          | Grosseto           | B                  | 39         | 2          | CI              | 0               | 0               | -                  | -                  | -                  | -           | -           | -           | 39     | 2      |
| 2008-2009          | Grosseto           | B                  | 33+2       | 1          | CI              | 2               | 0               | -                  | -                  | -                  | -           | -           | -           | 37     | 1      |
| Totale Grosseto    | Totale Grosseto    | Totale Grosseto    | 121+6      | 6          |                 | 5               | 0               |                    | -                  | -                  |             | 2           | 0           | 134    | 6      |
| 2009-gen. 2010     | Siena              | A                  | 3          | 0          | CI              | 1               | 0               | -                  | -                  | -                  | -           | -           | -           | 4      | 0      |
| gen.-giu. 2010     | Torino             | B                  | 10+2       | 1          | CI              | 0               | 0               | -                  | -                  | -                  | -           | -           | -           | 12     | 1      |
| 2010-2011          | Torino             | B                  | 29         | 0          | CI              | 1               | 0               | -                  | -                  | -                  | -           | -           | -           | 30     | 0      |
| Totale Torino      | Totale Torino      | Totale Torino      | 39+2       | 1          |                 | 1               | 0               |                    | -                  | -                  |             | -           | -           | 42     | 1      |
| 2011-2012          | Bari               | B                  | 35         | 2          | CI              | 1               | 0               | -                  | -                  | -                  | -           | -           | -           | 36     | 2      |
| 2012-2013          | Spezia             | B                  | 35         | 0          | CI              | 2               | 0               | -                  | -                  | -                  | -           | -           | -           | 37     | 0      |
| 2013-2014          | Modena             | B                  | 34+2       | 1          | CI              | 1               | 0               | -                  | -                  | -                  | -           | -           | -           | 37     | 1      |
| 2014-2015          | Novara             | LP                 | 24         | 1          | CI+CI-LP        | 0               | 0               | -                  | -                  | -                  | SL-LP       | 2           | 0           | 26     | 1      |
| 2015-2016          | Novara             | B                  | 20+1       | 0          | CI              | 2               | 0               | -                  | -                  | -                  | -           | -           | -           | 23     | 0      |
| Totale Novara      | Totale Novara      | Totale Novara      | 44+1       | 1          |                 | 2               | 0               |                    | -                  | -                  |             | 2           | 0           | 49     | 1      |
| 2016-2017          | Venezia            | LP                 | 32         | 2          | CI-LP           | 4               | 0               | -                  | -                  | -                  | SL-LP       | 2           | 0           | 38     | 2      |
| 2017-2018          | Venezia            | B                  | 29+2       | 1          | CI              | 0               | 0               | -                  | -                  | -                  | -           | -           | -           | 31     | 1      |
| 2018-2019          | Venezia            | B                  | 17         | 0          | CI              | 1               | 0               | -                  | -                  | -                  | -           | -           | -           | 10     | 0      |
| Totale Venezia     | Totale Venezia     | Totale Venezia     | 78+2       | 3          |                 | 5               | 0               |                    | -                  | -                  |             | 2           | 0           | 79     | 3      |
| 2019-2020          | Turris             | D                  | 3          | 0          | CI-D            | 1               | 0               | -                  | -                  | -                  | -           | -           | -           | 4      | 0      |
| gen.-giu. 2020     | Gozzano            | C                  | 3          | 0          | CI-C            | -               | -               | -                  | -                  | -                  | -           | -           | -           | 3      | 0      |
| 2020-2021          | Nocerina           | D                  | 24+1       | 0          | -               | -               | -               | -                  | -                  | -                  | -           | -           | -           | 33     | 1      |
| 2021-2022          | Nocerina           | D                  | 31+1       | 1          | CI-D            | 1               | 0               | -                  | -                  | -                  | -           | -           | -           | 1      | 1      |
| 2022-2023          | Nocerina           | D                  | 27+1       | 3          | CI-D            | 2               | 1               | -                  | -                  | -                  | -           | -           | -           | 30     | 4      |
| 2023-2024          | Nocerina           | D                  | 9          | 0          | CI-D            | 2               | 0               | -                  | -                  | -                  | -           | -           | -           | 11     | 0      |
| Totale Novara      | Totale Novara      | Totale Novara      | 123+5      | 5          |                 | 5               | 1               |                    | -                  | -                  |             | -           | -           | 133    | 6      |
| Totale carriera    | Totale carriera    | Totale carriera    | 553        | 19         |                 | 24              | 1               |                    | -                  | -                  |             | 6           | 0           | 576    | 20     |

## Palmarès

### Club

#### Competizioni nazionali
- Campionato italiano Serie C1: 1

Grosseto: 2006-07
- Supercoppa di Lega di Serie C1: 1

Grosseto: 2007
- Lega Pro: 2

Novara: 2014-2015 (Girone A)
Venezia: 2016-2017 (Girone B)
- Coppa Italia Lega Pro: 1

Venezia: 2016-2017
- Supercoppa di Lega Pro: 1

Novara: 2015